# Johann Heinrich Alsted
Johann Heinrich Alsted (česky také Jan Jindřich Alsted, březen 1588 – 9. listopadu 1638) byl německý protestantský teolog, filozof a encyklopedista.
Působil jako profesor filozofie a teologie na akademii v Herbornu v Nasavsku a potom v Weißenburgu (nyní Alba Iulia) v Sedmihradsku, kde také zemřel v roce 1638. Napsal mnoho významných děl, z nichž nejznámější je Encyclopaedia Cursus Philosophici, která vyšla v roce 1630. Měl velký vliv na mladého Komenského, který v letech 1611-1612 v Herbornu studoval a později na svého učitele Alsteda vzpomínal jako na osobu, která významně ovlivnila část jeho díla.